# Pantaloni capri
Pantalonii Capri sunt niște pantaloni trei sferturi care se opresc în zona gleznei sau înaintea genunchiului. Pantalonii Capri sunt populari în multe țări, în special, în Statele Unite ale Americii, Europa, America Latină și Asia.

## Istorie
Pantalonii Capri au fost introduși de designerul de modă Sonja de Lennart în 1948, care locuia pe insula italiană Capri. Au fost popularizați de către englezul Bunny Roger. Popularitatea pantalonilor Capri a crescut la sfârșitul anilor 1950 și începutul anilor '60.  Actrița americană Audrey Hepburn a fost printre primele vedete de film care a purtat pantaloni capri. 

## Popularitate

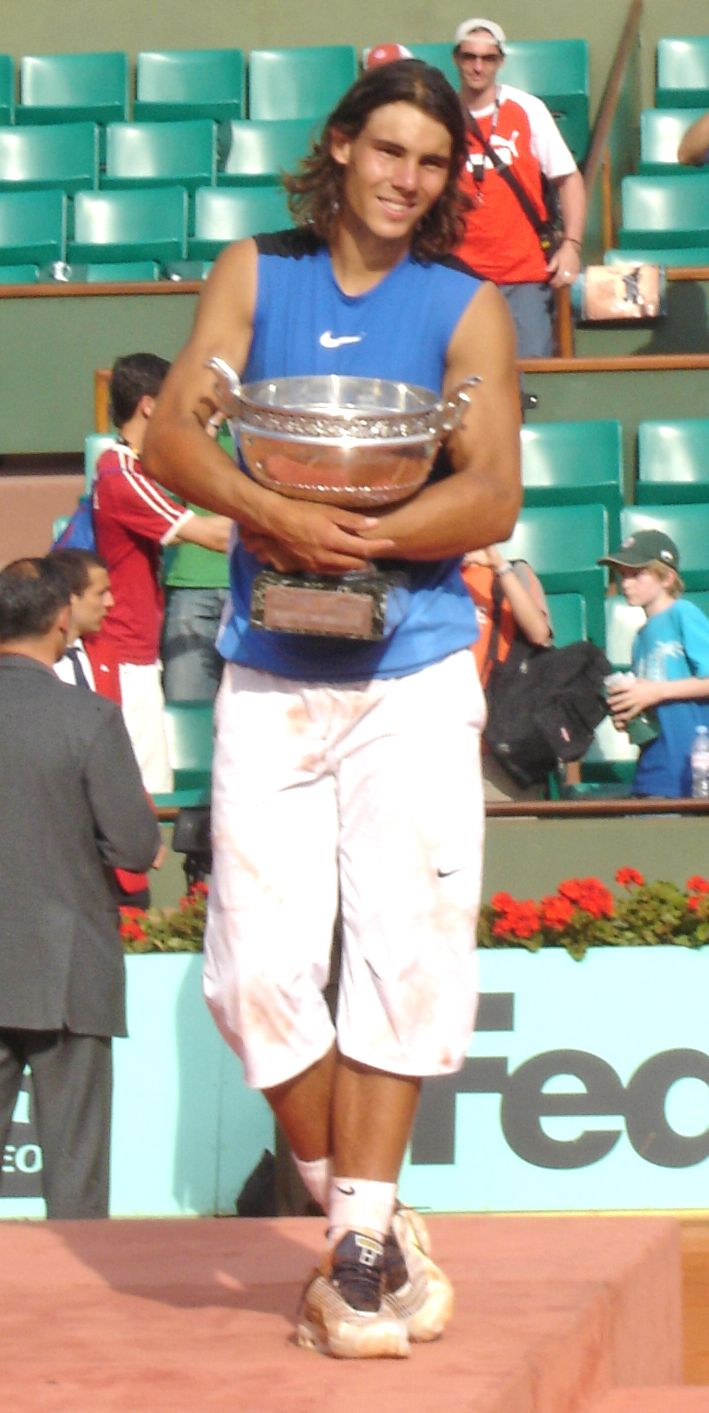
Tenismanul spaniol Rafael Nadal în pantaloni capri

Serialul televizat din 1960, The Dick Van Dyke Show, a influențat Statele Unite acceptarea portului pantalonilor capri. Eroina principală, Laura Petrie, tânăra gospodină, jucată de Mary Tyler Moore, a provocat o senzație de modă, precum și controverse ușoare, prin purtarea caprifoanelor confortabile în timpul spectacolului.
Până la mijlocul anilor 1960, pantalonii  Capri au devenit populari printre băieții adolescenți. Un bun exemplu în acest sens a fost actorul Luke Halpin, superstar al acelei ere, care la purtat în unele episoade ale popularului Flipper. După o scădere a popularității în anii '70 până în anii '90, pantalonii capri au revenit la favoruri la mijlocul anilor '90.  Tenismanul spaniol Rafael Nadal a purtat capri în majoritatea meciurilor sale până în 2009.

## Galerie foto

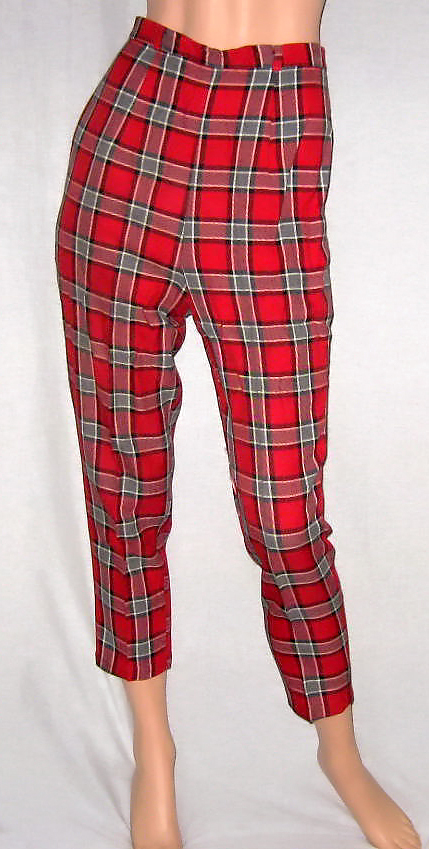
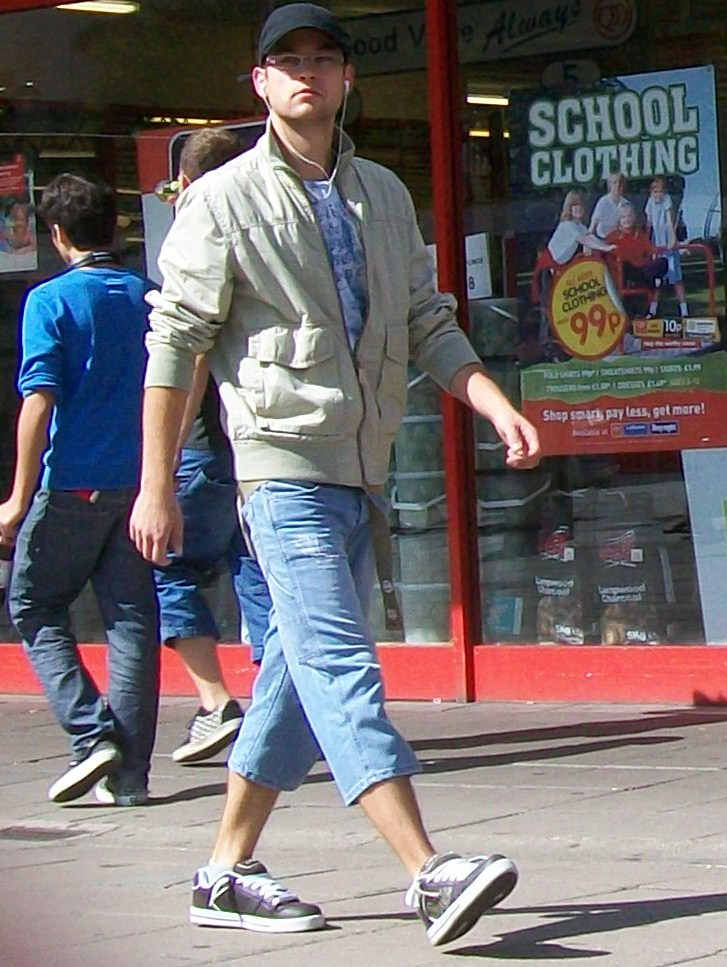
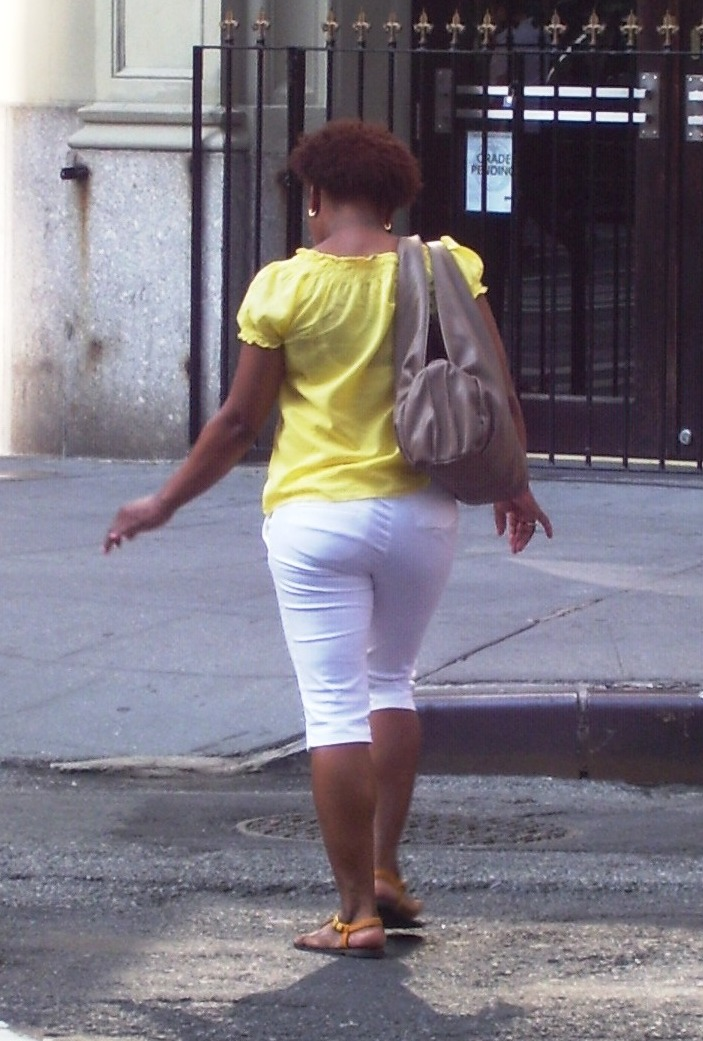